# Norska flyktingströmmarna till Sverige under andra världskriget
Norska flyktingströmmarna till Sverige under andra världskriget avser den migration av cirka 60 000 norrmän från Norge till Sverige åren 1940–1945, till följd av att Nazityskland i april 1940 anfallit och senare ockuperat Norge.

## Bakgrund
Flykt från Norge påbörjades i samband med att Nazityskland anföll Norge genom Operation Weserübung den 9 april 1940. På grund av bristande militär kapacitet var Norge tvunget att kapitulera den 10 juni samma år. Den norske kungen Håkon VII och regeringen tvingades fly till Storbritannien för att fortsätta att leda den norska motståndskampen från London. Efter deras flykt förklarade Vidkun Quisling, ledaren för det norska nazistpartiet Nasjonal Samling, att han hade erövrat makten i Norge.
För att undkomma den tyska ockupationen flydde ett stort antal norrmän landet, och redan i april 1940 anlände de första flyktingarna till Sverige. Mellan 10 000 och 15 000 flyktingar tog sig till Sverige genom att korsa gränsen in i Jämtland, men även Bohuslän, Värmland, Dalarna och Härjedalen tog emot flyktingar och det uppskattas att totalt cirka 60 000 norrmän flydde till Sverige under andra världskriget. Norrmännen utgjorde därmed den största gruppen flyktingar efter de 70 000 krigsbarn som evakuerades från Finland till Sverige under åren 1939–1944.
Initialt var de flesta civila flyktingar, men i takt med att situationen i det ockuperade Norge förvärrades anlände allt fler politiska flyktingar. Inledningsvis avvisade de svenska myndigheterna ett flertal norska flyktingar. Först från och med 1942 tilläts samtliga norska flyktingar att stanna i Sverige.

## I Norge

### Motståndsorganisationer och flyktingvägar
I Norge fanns det under ockupationen huvudsakligen fyra motståndsorganisationer som strukturerade den norska flyktingtrafiken. Sivorg var en civil organisation och Milorg var en militär organisation som båda etablerades under 1941. Det skedde genom att de två största motståndsorganisationerna samordnades under denna tid. Sivorg hade en kontinuerlig kontakt med exilregeringen i London. Milorg hade i uppgift att i väntan på en allierad invasion, bedriva gerillakrig och sabotage mot tyskarna. Milorg stötte på kraftiga motgångar då Gestapo, under åren 1942–1943 rev upp omfattande delar av Milorg. De avrättade även en stor del av dess medlemmar. Det fanns en ytterligare aktör vilket var det norska kommunistpartiet Komorg som på egen hand bedrev eget motståndsarbete. Samtliga organisationer organiserade olika flyktrutter till Sverige. Utöver de nämnda mer etablerade motståndsorganisationerna existerade det även mindre grupper med koppling till enskilda individers engagemang. Dessa var under hård press av tysk och norsk polis som till slut upplöste dem. De personer bakom flyktingorganisationerna som inte redan hunnit fly till Sverige arresterades av polisen. Merparten av flyktrutterna hade Oslo som initialläge. Norska flyktingar, vilka bodde i orter utanför Oslo rekommenderades att först ta tåg till huvudstaden. I Oslo arrangerades fler turer vidare genom de lokala rutterna i Sydnorge. Den överväldigande delen av flykt rutterna gick till lands men det fanns även ett antal som organiserades sjövägen från Sydnorge till kusthamnarna i Bohuslän. Flyktrutterna via sjövägen arrangerades främst i slutändan av kriget.

### Den första flyktingströmmen 1940
Den första flyktingströmmen påbörjades i och med den tyska invasionen 9 april 1940. De första flyktingarna sökte sig till Sverige då de ville fly från striderna som ägde rum men även för att slippa bli arresterade. En del av de norrmänn som flydde till Sverige gjorde det för att kunna komma till norra Norge där strider fortfarande ägde rum. Ungefär 5 000 soldater kom från Norge och vistades i Sverige. De som flydde till Sverige för att nå Nordnorge kom till platser som Sveg i Härjedalen, Mora i Dalarna och Filipstad i Värmland. Den första flyktingvågen utgjordes av kvinnor, män, barn, politiker och arbetare för den norska staten.

### Den andra flyktingströmmen 1940–1942
Under 1941 så sjönk antalet flyktingar till Sverige tillfälligt för att sedan öka. Detta som en konsekvens av Terbovens nyordning som innebar att det 1940 blev förbjudet att vara politiskt aktiv inom någon organisation förutom i Nasjonal Samling. I Sverige hade de svenska myndigheterna inställningen att flyktingströmmen skulle minska i och med att kriget var över i Norge. Efter Terbovens tal 25 september så fortsatte trycket vid gränsen till Sverige.

### Judiska flyktingar

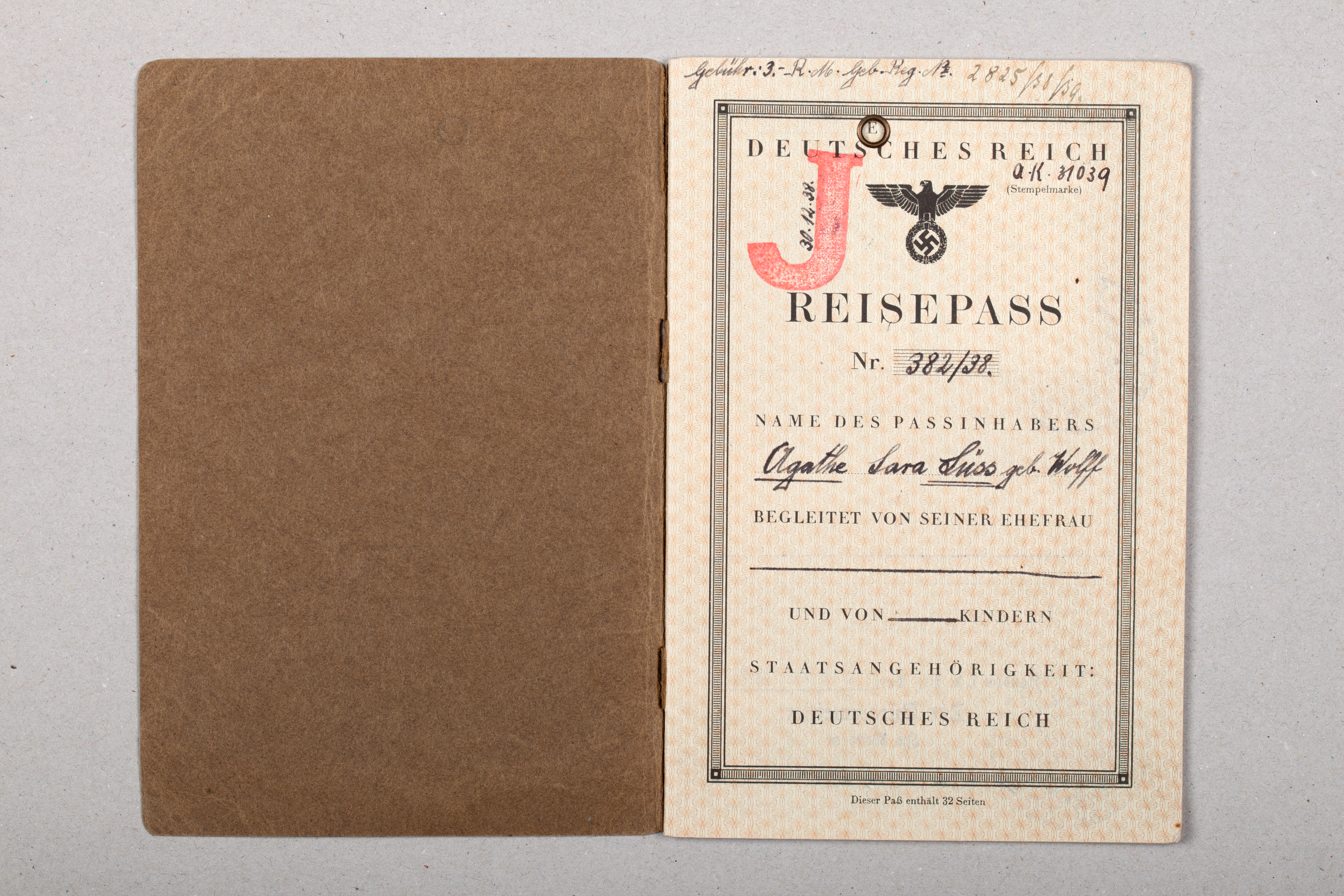
Nazityskland stämplade judars identitetshandlingar med bokstaven J för att skilja ut dem. Här visas ett tyskt pass.

Judar var särskilt hotade i och med Tysklands ockupation. Många judar valde att fly till Sverige när invasionen börja äga rum. De flesta judarna flydde till Sverige på hösten 1940, ungefär 1 100 norska judar som utgjorde 60% av Norges judiska befolkning. Det var däremot inte alla som vågade fly i rädsla av att arresterade anhöriga skulle bli ännu hårdare straffade. Många valde att gömma sig då flyktingvägen till Sverige var en lång och riskabel process.
Den 24 november 1942 fick statspolischefen Martinsson besked från chefen för Gestapo i Norge, Willhelm Wagner att samtliga judar som hade ett J stämplat i sina identitetshandlingar samt deras familjer skulle evakueras från Norge med båt. Fartyget SS Donau planerades att lämna Oslo torsdagen den 26 november 1942 klockan 15:00. Motivet bakom evakueringen var att göra Norge judefritt. De norska judarna skulle sedan deporteras till dödsläger i det naziockuperade Polen. Vid den första transporten deporterades 529 norska judar från Oslo; endast ett fåtal överlevde kriget. Deportationerna fortsatte med skeppen Monte Rosa, Lappland, Gotenland och Donau fram till februari 1943. I slutändan hade de tvångsförflyttat totalt 776 judar till Auschwitz-Birkenau varav 38 överlevde kriget.

## Vid gränsen

### Naturförhållandenas konsekvenser

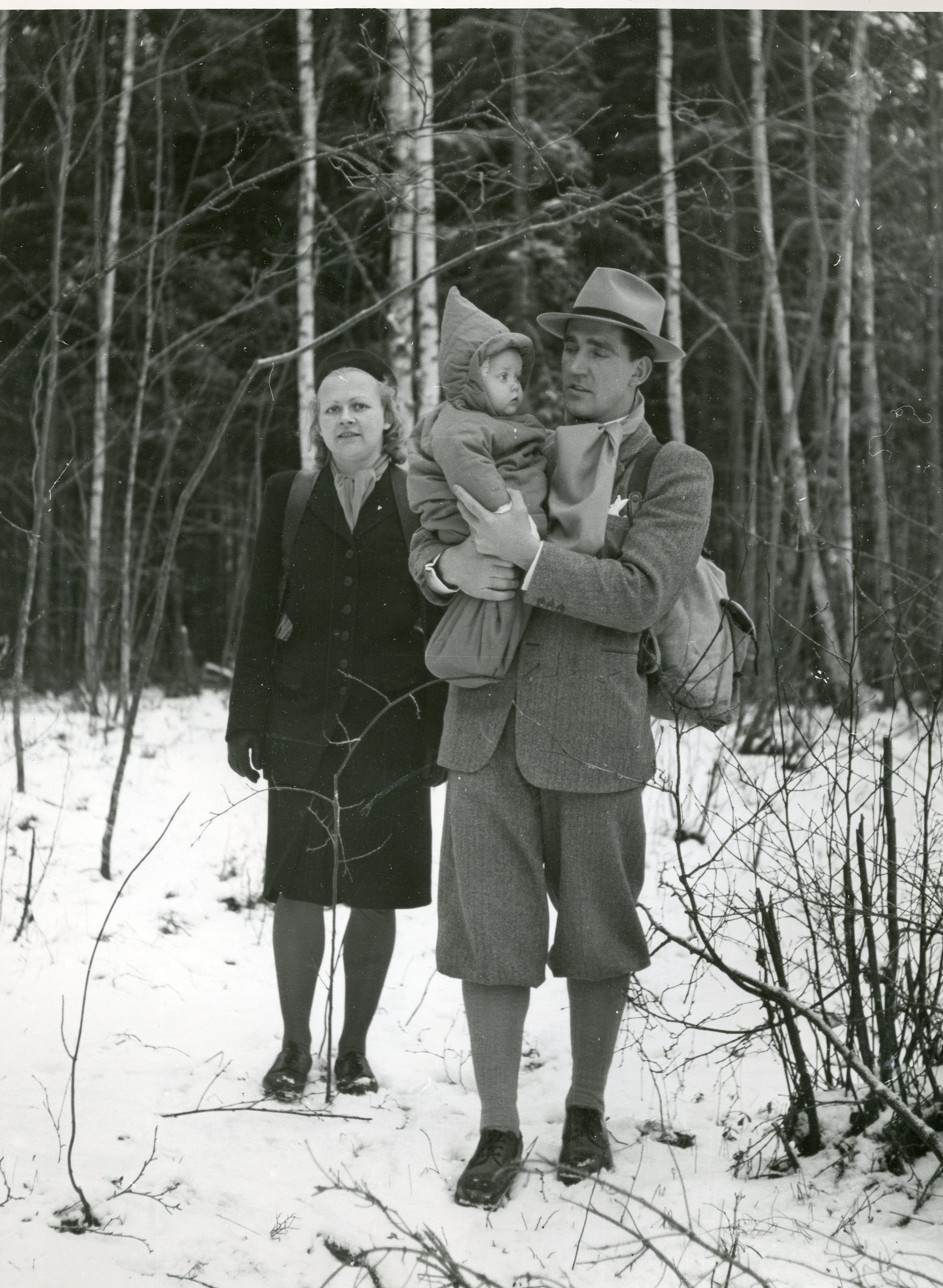
Bilden visar ett norskt par med sitt lilla barn som marscherar mot gränsen.

Stora fjällvidder i norr, djupa skogar med många vattendrag söderut och en stor skärgård mellan Norge och norra Bohuslän gjorde det svårt för både de svenska och de tyska/norska myndigheterna att bevaka gränsen. Under vintern var det omöjligt att ta sig fram på de mindre skogsvägarna med vare sig motorfordon eller cykel. Tyskarna stötte på stora problem med de djupa och omfattande gränsskogarna. Gränsskogarnas storlek innebar att tyskarna inte kunna strukturera upp någon funktionell gränsavspärrning. De ändlösa fjällvidderna vid den nordliga gränsen sträckte sig miltals in på svenska landområden. Jämtland, Västerbotten och Norrbotten var några av de län som var särskilt komplicerade att effektivt bevaka för tyskarna. Det var samtidigt inte enkelt för flyktingar utan lokalkännedom att orientera sig och ta sig över gränsen. Totalt miste ett 30-tal flyktingar sina liv i snöstorm och kyla på flykt mot de svenska vaktstationerna. De flesta som dog gjorde det efter att redan ha passerat gränsen. Naturförhållandena resulterade i att möjligheten för flyktingar att komma till Sverige var högst beroende på var man valde att korsa gränsen. Östra Norge och Värmland-Dalsland var täckta av stora skogsbälten vilket ledde till att flyktingar kunde ta sig fram nattetid på de flera olika skogsstigar till gränslinjen. Därifrån väntade man till rätt tillfälle att korsa gränsen. Gränsen skar igenom stora folktomma skogar där åtskilliga mindre vägar ledde över riksgränsen. Värmlands län tvingades ta sig an den mest omfattande flyktingströmmen av alla län då närmare 11 000 flyktingar sökte sig dit under krigets förlopp. Flykten över gränsen berodde också på de befintliga nätverken bland gränsbefolkningen som stödde lotsningen och även gav husrum åt flyktingarna. De flesta som flydde nådde över gränsen på grund av gränsbornas initiativ.
Den tyska gränspolisen lade märke till det ökade antalet flyktingar som lyckades ta sig över till Sverige. Detta skedde trots att både tysk och norsk gränspolis tätt organiserades i området. Det fanns tyska planer på att konstruera en död zon som skulle täcka flera kilometer utmed gränsen till Värmland. Planerna gick ut på att evakuera hela zonen, hugga ned skogen och bevaka området med fotpatruller och flyg. Påträffade personer i zonen skulle omedelbart skjutas. Dessa planer gick däremot aldrig igenom då man befarade att det skulle drabba relationerna med Sverige. Det fanns även ekonomiska orsaker till att det inte gick att genomföra planerna.

### Landsfiskalerna

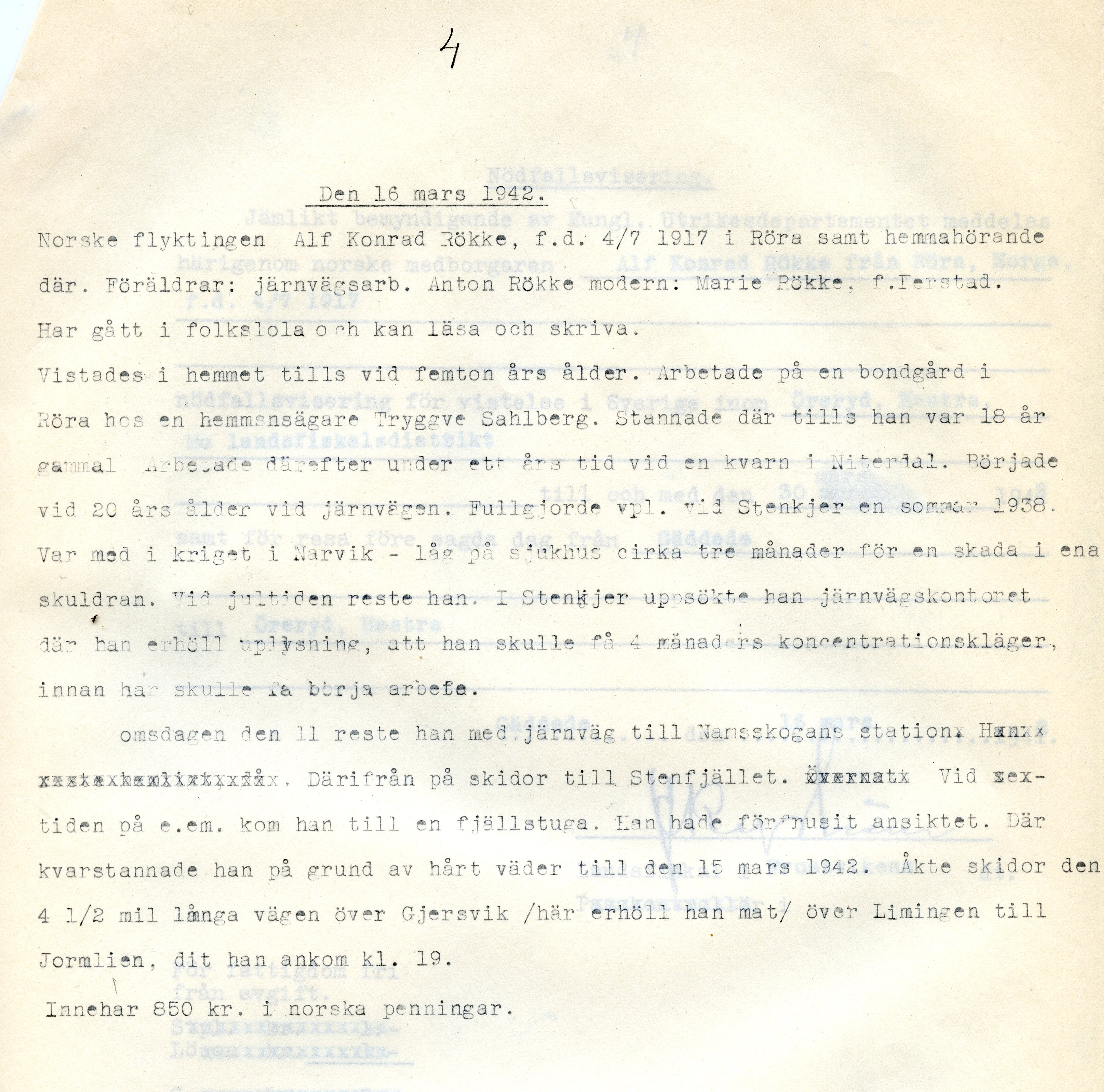
Utdrag ur Landsfiskalen i Frostvikens liggare över norska flyktingar, daterad 16 mars 1942.

Landsfiskalerna i Sverige var de som vid gränsen fick ansvara för flyktingmottagandet och för att skicka dessa till de olika läger som fanns indelade för olika grupper av flyktingar under krigsåren. I början av ockupationen av Norge bestämdes de norska flyktingarnas framtid beroende på vilken gränspolis de mötte vid gränsen. Detta var på grund av att gränspolisen inte hade tilldelats några tydliga direktiv. Resultatet blev således att många flyktingar avvisades och tvingades vända hem igen. Det var en bred uppgift som de 26 landsfiskalsdistrikten behövde komma tillrätta med. Arbetsuppgiften innebar att ta emot flyktingarna hela vägen längs den 163 mil långa gränsen med otillräckliga mängder resurser och under påfrestande omständigheter.

### Vid gränsen 1940–1942

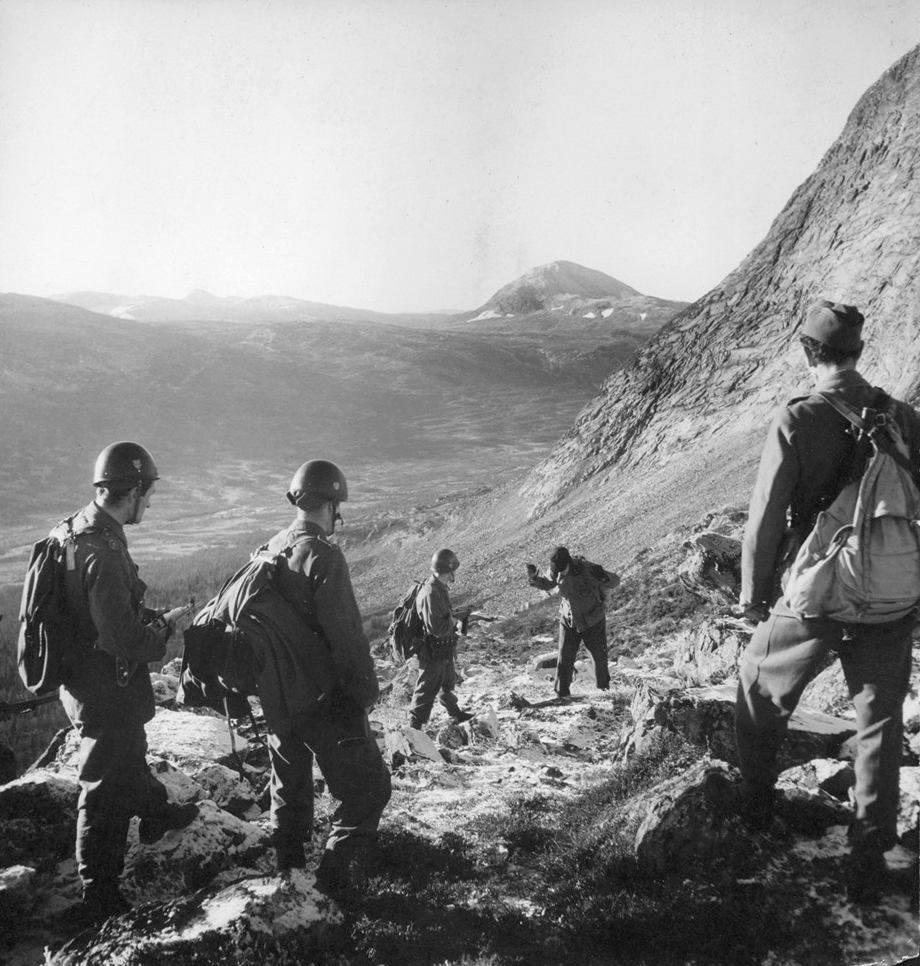
Svenska soldater fångar en flykting bland bergen år 1944. Det visar sig att flyktingen är en norsk medborgare som flyr från den tyska terrorn.

Det finns flera negativa erfarenheter av den svenska gränsbevakningen under 1940. I åtskilliga fall avhyste gränsbevakningen flyktingarna från svensk mark på oklara grunder, istället för att enligt regelverket anmäla dem till landsfiskalen. Mycket tyder på[förklaring behövs] att gränsbevakarnas uppträdande berodde på oklarheter i befogenheter mellan militära och civila myndigheter.
Situationen vid gränsen förbättrades under 1941, då samspelet om resurserna mellan de militära och civila myndigheterna blev effektivare. Den tidigare kaotiska situationen lugnade ner sig någorlunda men det förekom fortfarande väsentliga brister i systemet.
År 1942 skedde en stor förändring då regeringen i februari fastställde generella riktlinjer för hur övervakningen av gränserna mot Norge och Finland skulle hanteras. Kungörelsens riktlinjer förenklade gränsbevakningen genom att skapa en tydliga struktur. Riktlinjerna innebar att länsstyrelsen i varje gränslän skulle utforma en plan för instruktioner om gränsbevakningen. Detta skulle ske i samråd med Socialstyrelsen, Generaltullstyrelsen såväl som befälhavaren för varje enskilt militärområde.

## I Sverige
Den första flyktingströmmen som ägde rum 1940 förvånade de svenska myndigheterna vilket resulterade i en fördröjning i arbetet med att organisera flyktingarna. Myndigheterna och Landsfiskalerna fick ta ansvar för de flesta som kom förutom dem som hade släkt och vänner i Sverige som på så sätt kunde få hjälp. Myndigheterna upprättade tillfälliga login i skolor och församlingshem för flyktingarna att bo i. För att förenkla norrmännens vistelse i Sverige avskaffade man kravet på ett arbetstillstånd för att få arbeta i Sverige. På så sätt kunde norrmännen snabbt skaffa sig jobb genom arbetsförmedlingen eller på egna initiativ.

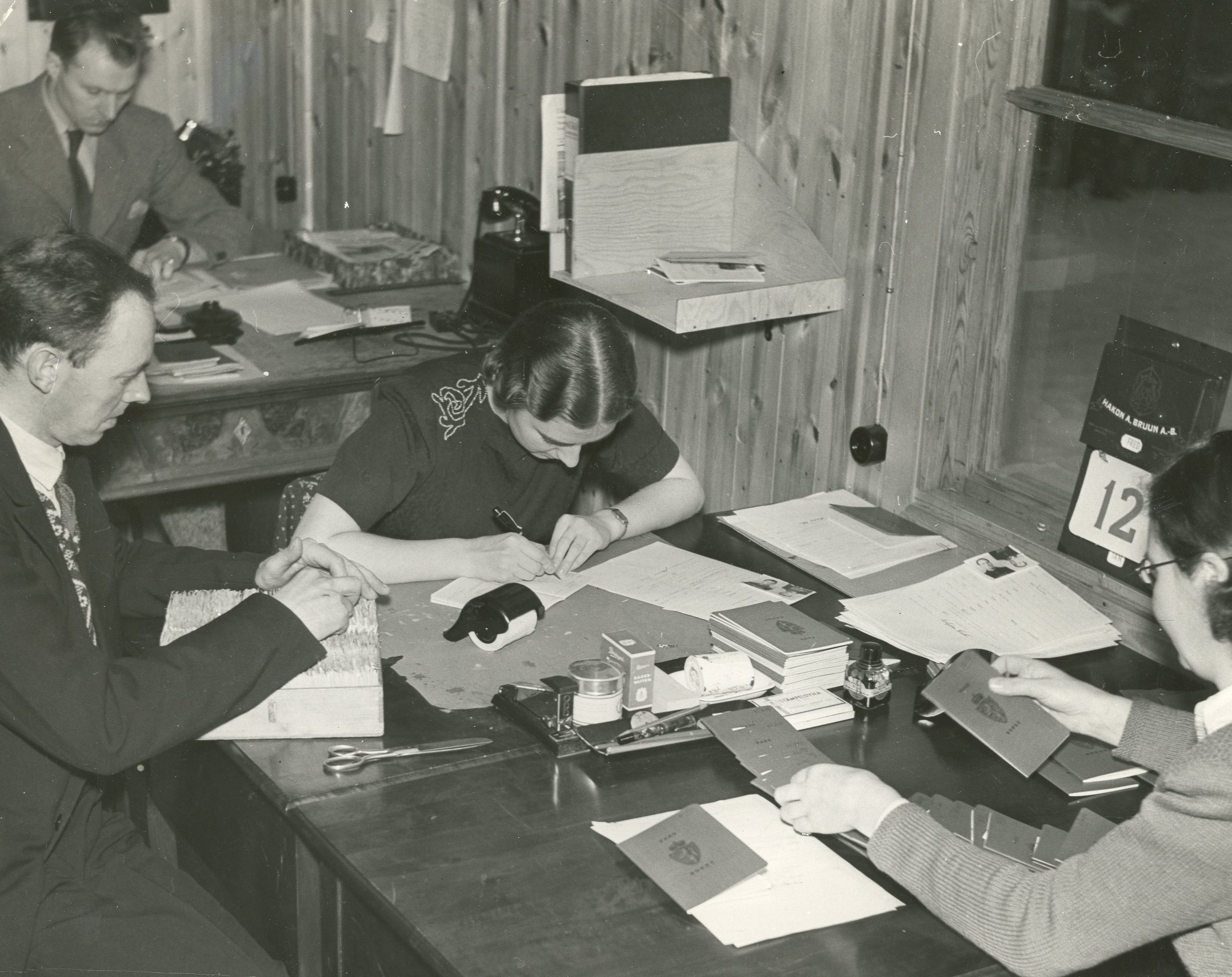
Bilden visar passkontoret vid Kjesäter, där tryckning av norska pass för de nyanlända flyktingarna äger rum.

Vid ankomst till Sverige förhördes de som anlände i lokala flyktingkontor av polisen. Där kunde de svenska myndigheterna få mer information om flyktingarnas identitet, hur och varför de flytt, hur mycket pengar de hade med sig, samt om de hade anhöriga i Sverige. Denna information användes för att fastställa om de hade grund för att få stanna i Sverige. De flesta skickades sedan vidare till Kesätters herrgård utanför Vingåker, som förvandlats till ankomstläger, drivet av den norska exilregeringen i London. Så många som 43 000 norska flyktingar hamnade i Kesätter åren 1942–1945.
Efter chocken 1940 förbättrade man flyktingkontoret i Sverige. Vid 1943–1944 hade Sverige skapat en bra och etablerad administration. Det fanns en bredare medvetenhet om de generella behoven som fanns hos flyktingarna. Det fanns även en större beredskap om vilka eventuella problem som kunde uppstå. Man utökade antalet avdelningar i takt med att flyktingströmmen ökade från Norge. Ungefär 55 miljoner svenska kronor gick till norska flyktingar och till den administration som tog hand om flyktingarna under Norges ockupation.

### Sveriges bistånd
Efter att andra världskriget hade brutit ut beslutade de allierade att genomföra en ekonomisk blockad mot Tyskland. Detta innebar att Sverige inte fick överföra varor som kläder och mat till de ockuperade länderna. Motivet bakom blockaden var att varorna skulle kunna gynna Tyskland i kriget. Norge kapitulerade efter två månader och led av svåra skador där upp till 30 000 personer saknade ett hem efter bombningarna. Den långa gränsen till det neutrala Sverige förenklade processen att ta emot bistånd. Många norska flyktingar, norskfödda som bodde i Sverige och svenskar ville hjälpa Norge med varor. Detta innebar att Sverige fick en betydande roll i det norska biståndet. Det svenska biståndet till Norge ökade markant mellan 1942 och 1945 på grund av att blockaden mot tyskarna mjukades upp. Det viktiga med biståndet var att tyskarna inte skulle gynnas av det och det var Sveriges ansvar. Man fick bland annat inte köpa varor från tyskarna och sedan donera det till Norge. De norska betalningarna till Sverige skulle göras med USA-dollar vilka skulle gå direkt till Sverige. Varorna behövde vara framställda i Sverige och Sverige fick inte donera varor som importerats genom blockaden.

#### Beredskap för ytterligare flyktingströmmar
I slutet av 1944 påbörjade tyskarna sin reträtt i Nordnorge. Man beräknade då att ungefär 250 000 människor kom att passera gränsen mot Norrbottens och Västerbottens län. Man befarade även att den tyska ockupationsmakten skulle fortsätta kriget efter en tysk kapitulation. Detta skulle kunna innebära att en ny flyktingström skulle söka sig till Sverige. Detta resulterade i att Civilförsvarsstyrelsen den 23 mars 1945 distribuerade direktiv för en potentiell massflykt från Norge. Vid en eventuell flyktingvåg skulle ansvaret främst ligga hos de civila myndigheterna. De militära myndigheterna fick i direktiv att ta ansvaret enbart i en situation där det sker en allierad invasion av Norge. En sådan invasion var däremot inte särskilt trolig med hänvisning till hur krigssituationen såg ut på kontinenten. Det fanns däremot ingen garanti då ockupanternas press på befolkningen eventuellt skulle kunna orsaka en flyktingvåg på grund av livsmedelsbrist.
Svensk medkänsla för Norge
Svenskarna började känna mer för norrmännen under krigets förlopp, i takt med att ockupationsmakten blev allt mer hänsynslös mot befolkningen i Norge. Det skedde våldsamma aktioner mot judar, studenter och välkända personer. Många norska flyktingar deltog i olika manifestationer i Sverige, ofta mot Tyskland. Manifestationerna kunde också vara för Svenska Norgehjälpen. Under kriget och när fler norrmän kom till Sverige blev svenskarna allt mer engagerade i sitt grannland.